# NGC 1708
NGC 1708 is een open sterrenhoop in het sterrenbeeld Giraffe. Het hemelobject werd op 16 februari 1831 ontdekt door de Britse astronoom John Herschel.